# Rynna Jezior Torzymskich
Rynna Jezior Torzymskich este o arie protejată (sit de importanță comunitară — SCI) din Polonia întinsă pe o suprafață de 306,13 ha, integral pe uscat.

## Localizare
Centrul sitului Rynna Jezior Torzymskich este situat la coordonatele 52°18′12″N 14°59′57″E / 52.3032°N 14.9992°E.

## Înființare
Situl Rynna Jezior Torzymskich a fost declarat sit de importanță comunitară în decembrie 2012 pentru a proteja 6 specii de animale.

## Biodiversitate
Situată în ecoregiunea continentală, aria protejată conține 9 habitate naturale: Ape puternic oligomezotrofe cu vegetație bentonică cu Chara spp., Lacuri eutrofice naturale cu vegetație de tip Magnopotamion sau Hydrocharition, Mlaștini turboase de tranziție și turbării mișcătoare, Mlaștini calcaroase cu Cladium mariscus și specii de Caricion davallianae, Păduri de fag Luzulo-Fagetum, Păduri de stejar și carpen Galio-Carpinetum, Păduri acidofile de stejar bătrân cu Quercus robur pe câmpii nisipoase, Mlaștini împădurite, Păduri aluvionare cu Alnus glutinosa și Fraxinus excelsior (Alno-Padion, Alnion incanae, Salicion albae).
La baza desemnării sitului se află mai multe specii protejate:
- amfibieni (1): triton cu creastă (Triturus cristatus)
- mamifere (1): vidră de râu (Lutra lutra)
- nevertebrate (3): libelule (Leucorrhinia pectoralis), rădașcă (Lucanus cervus), Osmoderma eremita
- pești (1): zvârluga (Cobitis taenia)